# Richard Kümmel
Karl Richard Kümmel (* 10. Juni 1822 in Leipzig; † 28. Mai 1888 in Wien) war ein deutscher Turner und Turnpädagoge. Er gilt als "einer der ältesten und vorzüglichsten Meister der Turnkunst".

## Leben und Werk
Er war der Sohn des Privatlehrers Karl Friedrich Heinrich Kümmel. Nach dem Schulbesuch schlug er eine kaufmännische Ausbildung ein und ließ sich in Österreich nieder, zuerst in Prag und ab 1848 in Wien. Dort besuchte er Stephanys Privatturnanstalt. 1852 wurde er Hilfslehrer an der Universitätsturnanstalt im ehemaligen k. k. Zeughaus, deren Leitung er 1854 übernahm und bis 1877 innehatte.
Im Januar 1857 eröffnete er im Palais Montenuovo eine neue Turnanstalt in Wien. Er unterrichtete Personen aus allen Gesellschaftsschichten im Turnen, darunter auch mehrere Vertreter des österreichischen Kaiserhauses. 1877 erfolgte seine Ernennung zum Professor und sein Wechsel an die k. k. Lehrer- und Lehrerinnenbildungsanstalt in Wien, an der er bis zu seinem Tod 1888 tätig war. Ab 1870 unterrichtete Kümmel Lehramtskandidaten für Volksschulen und war ab 1871 Mitglied der Prüfungskommission.
1857 heiratete er in Wien Franziska Pinapfel. 1888 starb er in seiner Wohnung am Petersplatz in Wien und wurde auf dem Zentralfriedhof mit großer Anteilnahme der Bevölkerung beigesetzt.

## Schriften (Auswahl)
- Methodik des Turnunterrichts. Pichler, Wien 1885.

## Auszeichnungen
- 1873: Goldenes Verdienstkreuz mit der Krone